# Noah Eile
Noah Eile, né le 19 juillet 2002 à Lund, est un footballeur suédois qui évolue au poste de défenseur central au Red Bulls de New York

## Biographie

### Carrière en club
Elie a commencé à jouer au football à Bjärred, dans la commune de Lomma, avant de rejoindre l'académie du Malmö FF alors qu'il a douze ans,.
Alors qu'il joue avec les moins de 19 ans des champions suédois, il signe son premier contrat professionnel avec la MFF en décembre 2020,,.
Eile fait ses débuts professionnels avec le club de Malmö le 21 août 2021, lors d'une victoire 3-0 en Allsvenskan contre le Degerfors IF, où il remplace Jo Inge Berget à 10 minute de la fin du temps réglementaire.
Il fait ses débuts en Ligue des champions le 29 septembre 2021, entrant en jeu lors d'une défaite 4-0 en phase de groupe chez le Zénith Saint-Pétersbourg. Au sein d'une défense qui a déjà subi une exclusion avec le carton rouge d'Anel Ahmedhodžić, il remplace un Franz Brorsson blessé à la 87e minute.

### Carrière en sélection
International suédois en équipes de jeunes, Eile inscrit avec les moins de 17 ans un but contre la Norvège en février 2019[source insuffisante].
La même année, il participe au championnat d'Europe des moins de 17 ans, où la Suède ne s'extirpe pas d'un groupe qui comprend la France, les Pays-Bas et l'Angleterre. Le bilan des Suèdois dans cette compétition s'avère peu reluisant avec trois défaites en trois matchs, neuf buts encaissés et trois buts marqués.